# Scott Harrison
Scott Harrison (* 19. August 1977 in Bellshill, Schottland) ist ein britischer Boxer im Federgewicht und ehemaliger zweifacher WBO-Weltmeister.

## Profikarriere
Er gewann seine ersten drei Profikämpfe, den ersten durch technischen Knockout und den zweiten und dritten jeweils nach Punkten, und musste bereits in seinem vierten Fight gegen seinen Landsmann Miguel Matthews seine erste Pleite hinnehmen. Sein fünftes Gefecht endete unentschieden.
Am 2. Februar 2000 errang er den Commonwealth-Gürtel und konnte diesen anschließend mehrere Male verteidigen. Im Oktober 2002 trat er gegen den Normalausleger Victor Santiago um den Weltmeistergürtel der WBO an und siegte durch einstimmigen Beschluss. Diesen Titel verteidigte er zweimal in Folge und verlor ihn am 12. Juli 2003 an Manuel Medina durch eine geteilte Punktrichterentscheidung.
Allerdings eroberte er diesen Titel Ende November desselben Jahres im direkten Rückkampf gegen Manuel Medina durch einen T.-K.-o.-Sieg in Runde 11. zurück. Diesen Gürtel konnte er fünfmal hintereinander verteidigen. 
Am 20. April des Jahres 2013 boxte er gegen seinen ungeschlagenen Landsmann Liam Walsh um die WBO-Europameisterschaft und verlor über zehn Runden nach Punkten.